# Оболецкий сельсовет
Оболецкий сельсовет (бел. Аболецкі сельсавет) — административная единица на территории Толочинского района Витебской области Белоруссии. Административный центр — агрогородок Обольцы.

## История
Создан 20 августа 1924 года в составе Кохановского района Оршанского округа БССР. С 8 июля 1931 года в составе Толочинского района, с 20 февраля 1938 года — Витебской области. С 9 сентября 1946 года сельсовет в составе обновлённого Кохановского района. 16 июля 1954 года в состав сельсовета вошли деревни Мошево и Гравы Неклюдовского сельсовета. С 17 декабря 1956 года снова в составе Толочинского района. 8 апреля 2004 года в состав сельсовета вошла территория упразднённого Аленовичского сельсовета. 29 декабря 2021 года упразднена деревня Пищакино.

## Состав
Оболецкий сельсовет включает 36 населённых пунктов:
- Алёновичи — деревня
- Большие Михиничи — деревня
- Большое Гальцево — деревня
- Видиничи — деревня
- Волковичи — деревня
- Горбачево — деревня
- Горщевщина — агрогородок
- Гречихи — деревня
- Данилково — деревня
- Добровольск — деревня
- Жаки — деревня
- Заозерье — деревня
- Замошье — деревня
- Застенки — деревня
- Киселево — деревня
- Клебань — деревня
- Козигорка — деревня
- Козовка — деревня
- Кривые — деревня
- Лавреновка — деревня
- Лемница — посёлок
- Лешево — деревня
- Малые Михиничи — деревня
- Межиево — деревня
- Микулино — деревня
- Марги — деревня
- Мошево — деревня
- Мурагово — деревня
- Обольцы — агрогородок
- Присмаки — деревня
- Ржевка — деревня
- Становка — деревня
- Филистово — деревня
- Чеченево — деревня
- Чуватово — деревня
- Шупени — деревня

Упразднённые населенные пункты на территории сельсовета:
- Луки — посёлок